# 拉蒙·塞申斯
拉蒙·塞申斯（英語：Ramon Sessions，1986年4月11日—），出生于美国南卡罗来纳州的默特尔比奇，前美国职业篮球运动员，司职控球后卫，身高191公分，体重190磅。

## 大学时期
塞申斯在大学期间在内华达大学打了3年球，在2006-07赛季中得到场均12.3分, 4.7 助, 0.9 抢断，命中率45.2%, 罚球命中率82.5%, 三分命中率38.0%的数据，他在选秀前的奥兰多训练营中有着很出色的表现但是助攻失误比也十分惊人，在大学期间他已经证明了是一个出色的球场组织者，并且可以利用速度突进内线并为自己创造中距离投篮的机会，可是塞申斯外线投篮的稳定性和效率不高。NBA选秀前调查报告宣称他能成为一个出色的NBA替补控位。

## NBA生涯
在2007年6月28日，2007年NBA选秀中第二轮第56顺位被密尔沃基雄鹿选中。